# Ricardo Serafim
 Ricardo Aparecido Serafim  (Araraquara, 21 de maio de 1980) é um voleibolista indoor brasileiro, atuante na posição de Ponta que servindo as categorias de base da Seleção Brasileira conquistou a medalha de bronze na edição do Campeonato Mundial Juvenil em 1999 na Tailândia.

## Carreira
Serafim competiu na categoria infanto-juvenil  quando representou a Seleção Paulista na conquista do título do Campeonato Brasileiro de Seleções de 1997, Divisão Especial, disputado em São Luís-MA, e neste mesmo ano estava vinculado ao  Olympikus/SP  e em seguida transferiu-se ainda em 1997 para Banespa.
Competiu na categoria adulta pelo time do Banespa na temporada 1998-99, sagrando-se vice-campeão do Campeonato Paulista de 1998.Em 1999 foi convocado para a Seleção Brasileira,categoria juvenil, quando disputou o Campeonato Mundial de Ubon Ratchathani -Tailândia e  neste foi medalhista de bronze.E pelo Banespa conquistou o quarto lugar na edição da Superliga Brasileira A  referente a temporada 1998-99.
Permaneceu na temporada 1999-00 no Banespa e novamente foi vice-campeão paulista em 1999 e bronze na edição da Superliga Brasileira A correspondente a referida jornada esportiva.No período de 2000-01 defendeu o Zip Net/Fennab de Suzano quando encerrou na oitava posição na Superliga Brasileira A deste período esportivo.Já nas competições de 2001-02 atuou pelo Shopping ABC/Santo André alcançando a quinta posição na edição correspondente da Superliga Brasileira A.
Foi atleta do Palmeiras/Guarulhos na jornada esportiva 2002-03 e encerrou na correspondente Superliga Brasileira A em sétimo lugar.Transferiu-se para  equipe da Ulbra/São Paulo F.C. e por esta atuou nas competições do período esportivo seguinte, sagrando-se campeão paulista em 2003 e foi vice-campeão da Superliga Brasileira A 2003-04.Serafim teve uma breve passagem pelo voleibol espanhol em 2004 na equipe do C.V. Elche.
Retornou ao Brasil, sendo contratado pelo Banespa/Mastercard sagrando-se campeão paulista de 2004, ouro nos Jogos Regionais de Barretos,  e obteve também o título do Grand Prix de Clubes no mesmo ano e conquistou seu primeiro título da Superliga Brasileira A 2004-05. Nessa mesma temporada reforçou o Al Arabi Sports Club na conquista do título da Copa do Rei do Qatar.
Renovou com esse mesmo clube que utilizou a alcunha Banespa/São Bernardo nas disputas 2005-06 foi ouro nos Jogos Abertos do Interior, cuja sede foi em Botucatu , também nos Jogos Regionais  e bronze do Campeonato Paulista de 2005 e encerrou por este clube na quarta posição da Superliga Brasileira A correspondente.Na temporada 2006-07 transferiu-se para o voleibol austríaco, quando atuou pelo Aon Hotvolleys Viennaquando conquistou a edição da Liga A Austríaca e disputou a Copa CEV referente.
Serafim atuou pela equipe italiana do Monini Marconi Spoleto na temporada 2007-08, encerrando na Liga A2 Italiana na décima segunda posição. Continuou no voliebol italiano na jornada  2008-09 atuando peloSamgas Crema, quando alcançou na Liga A2 Italiana as quartas de final, encerrando na sétima posição.
Renovou com  o clube italiano da Samgas Crema para as competições de 2009-10 e disputou novamente a Liga A2 Italiana com melhor desempenho na fase de classificação  obtendo o quarto lugar e no Playoff  desta edição chegou a final e conquistou o vice-campeonato, além de avançar as semifinais da Copa A2 Italiana (TIM Cup A2).No período esportivo 2010-11 foi conrtatado pelo clube argetindo do Sarmiento Santana Textiles disputando a Liga  A1 Argentina sendo o camisa#15 da equipe, mas seu time sucumbiu nas quartas de final, terminando na sétima colocação.
Retornou  ao Brasil para reforçar na temporada  2011-12 a equipe do BMG/Montes Claros e disputou a Superliga Brasileira A correspondente e encerrando na décima posição.
Voltou atuar no voleibol austríaco e defendeu  na temporada 2012-13 a equipe do Hotvolleys Vienna, conquistando o quinto lugar na Liga A Austríaca correspondente. Na seguinte jornada obteve o bronze na Liga A Austríaca  e disputou a Copa Challenge CEV  de 2014 encerrando na nona posição.

## Títulos e Resultados
- 2014-9º lugar da Copa Challenge CEV[16]
- 2013-14-3º Lugar da Bundesliga A Austríaca[5]
- 2012-13-5º Lugar da Bundesliga A Austríaca[15]
- 2011-12– 10º lugar da Superliga Brasileira A[14]
- 2010-11- 7º Lugar da Liga A1 Argentina[12]
- 2009-10-Vice-campeão da Liga A2 Italiana[5][9]
- 2008-09-7º lugar da Liga A2 Italiana[9]
- 2007-08-12º lugar da Liga A2 Italiana[8]
- 2006-07-Campeão da Bundesliga A Austríaca[5]
- 2005-06– 4º lugar da Superliga Brasileira A[4]
- 2005-3º lugar do Campeonato Paulista
- 2005-Campeão dos  Jogos Regionais de São Paulo
- 2005-Campeão dos Jogos Abertos de Botucatu
- 2004-05– Campeão da Superliga Brasileira A[2][4]
- 2004-05-Campeão da Copa do Rei do Qatar[5]
- 2004-Campeão do Campeonato Paulista[1]
- 2004-Campeão dos Jogos Abertos de Barretos[1]
- 2004-Campeão do Grand Prix
- 2003-04– Vice-campeão da Superliga Brasileira A[4]
- 2003-Campeão do Campeonato Paulista
- 2002-03– 7º lugar da Superliga Brasileira A[4]
- 2001-02– 5º lugar da Superliga Brasileira A[4]
- 2000-01– 8º lugar da Superliga Brasileira A[4]
- 1999-00– 3º lugar da Superliga Brasileira A[4]
- 1999-Vice-campeão do Campeonato Paulista
- 1998-99– 4º lugar da Superliga Brasileira A[4]
- 1998-Vice-campeão do Campeonato Paulista[1]
- 1997-Campeão do Campeonato Brasileiro de Seleções Infanto-Juvenil[1]